# Dag som natt
Dag som natt (franska: La Nuit américaine) är en fransk komedifilm från 1973 i regi av François Truffaut. I huvudrollerna ses Jacqueline Bisset, Jean-Pierre Léaud och Truffaut själv. Filmen vann en Oscar för bästa utländska film vid Oscarsgalan 1974.

## Rollista i urval
- Jacqueline Bisset – Julie Baker
- Jean-Pierre Aumont – Alexandre
- Valentina Cortese – Séverine
- Jean-Pierre Léaud – Alphonse
- Dani – Liliane, scriptaassistenten
- François Truffaut – Ferrand, regissören
- Alexandra Stewart – Stacey
- Jean Champion – Bertrand, producenten
- Nathalie Baye – Joëlle, scriptan
- Bernard Menez – Bernard, rekvisitören
- Nike Arrighi – Odile, sminkör
- David Markham – doktor Michael Nelson, Julies make
- Gaston Joly – Gaston Lajoie, regiassistenten
- Zénaïde Rossi – madame Lajoie
- Christophe Vesque – pojken i drömmen
- Maurice Séveno – tv-journalisten